# After the Matinee (film 1906)
After the Matinee è un cortometraggio muto del 1906 diretto da Lewin Fitzhamon.

## Trama
Gli studenti, di soppiatto, introducono nel college delle attrici, di nascosto ai loro professori.

## Produzione
Il film fu prodotto dalla Hepworth.

## Distribuzione
Distribuito dalla Hepworth, il film - un cortometraggio di 99 metri - uscì nelle sale cinematografiche britanniche nel novembre 1906. Nello stesso anno, la Williams, Brown and Earle lo distribuì anche sul mercato USA.
Si conoscono pochi dati del film che, prodotto dalla Hepworth, fu distrutto nel 1924 dallo stesso produttore, Cecil M. Hepworth. Fallito, in gravissime difficoltà finanziarie, il produttore pensò in questo modo di poter almeno recuperare il nitrato d'argento della pellicola.